# پارک طبیعی کووا-پائول-ریبیر دا توره
پارک طبیعی کووا-پائول-ریبیر دا توره (انگلیسی: Cova-Paul-Ribeira da Torre Natural Park) در شرق جزیره سانتو آنتائو یکی از ده «پارک طبیعی» کشور کیپ ورد است. مساحت آن ۲۰٫۹۲ کیلومتر مربع (۸٫۰۸ مایل مربع) است، که از این مقدار ۸٫۹۱ کیلومتر مربع (۳٫۴۴ مایل مربع) در شهرداری Ribeira Grande، ۸٫۸۵ کیلومتر مربع (۳٫۴۲ مایل مربع) در شهرداری پل (دماغه سبز) و ۳٫۱۶ کیلومتر مربع (۱٫۲۲ مایل مربع) در شهرداری پورتو نوو (دماغه سبز) قرار دارد. از سال ۲۰۱۶، این پارک طبیعی در فهرست موقت میراث جهانی قرار دارد.

## جغرافیا
این پارک طبیعی شامل دهانه Cova، بالای دره Ribeira da Torre (از Xoxo به سمت بالادست)، بالای دره Ribeira do Paul و پیکو دا کروز است. منظره آن با دهانه آتشفشانی کووا، صخره‌ها و پرتگاه‌های تند که به دره‌های عمیق رودخانه‌ای می‌رسد، مشخص می‌شود. ارتفاع آن از حدود ۴۰۰ متر نزدیک به Xoxo تا ۱۵۸۵ متر در پیکو دا کروز متغیر است.

## زیست‌بوم
پوشش اراضی در این پارک طبیعی شامل بخشی از جنگل و بخشی از زمین‌های کشاورزی است. این منطقه تنوع زیادی از گیاهان بومی دارد، که بسیاری از آن‌ها در بحران انقراض، گونه در خطر انقراض یا آسیب‌پذیر هستند، از جمله Carex antoniensis, Conyza pannosa, Tornabenea insularis, Euphorbia tuckeyana و Globularia amygdalifolia. این پارک زیستگاه چندین گونه بومی از خزندگان و پرندگان است.